# Курт Крехер
Курт Крехер (нім. Curt Kröcher; 20 лютого 1887, маєток Кошюц, Шнайдемюль — 10 липня 1965, Бад-Райхенгалль) — німецький військовий ветеринар, доктор ветеринарії, генерал-майор ветеринарної служби вермахту (1 серпня 1944).

## Біографія
Учасник Першої світової війни. Після демобілізації армії залишений в рейхсвері. З 1932 року — ветеринар артилерійського училища. З 26 серпня 1939 по 19 червня 1940 року — головний ветеринар 8-го армійського корпусу. З 3 березня 1941 року — головний ветеринарний офіцер при імперському протекторі та командувачі вермахтом в Богемії і Моравії. 29 лютого 1944 року звільнений у відставку.

## Нагороди
- Залізний хрест 2-го класу
- Ганзейський хрест (Гамбург)
- Почесний хрест ветерана війни з мечами (1934)
- Медаль «За вислугу років у Вермахті» 4-го, 3-го, 2-го і 1-го класу (25 років; 2 жовтня 1936) — отримав 4 нагороди одночасно.
- Медаль «За Атлантичний вал»
- Хрест Воєнних заслуг 2-го і 1-го класу з мечами